# Чочаев, Шарафутдин Юсупович
Шарафутдин (Шарабуттин) Юсупович Чочаев (9 января 1960, Гунделен, Кабардино-Балкарская АССР — 5 февраля 2025, Нальчик) — российский религиозный и общественный деятель, председатель (муфтий) Духовного управления мусульман Кабардино-Балкарской Республики (1990—1992), ректор Северо-Кавказского исламского университета (2007—2025).

## Биография
Родился 9 января 1960 года в селе Гунделен Баксанского района Кабардино-Балкарии.
По окончании средней школы в 1977 году поступил в медресе «Мир-Араб» в Бухаре.
В 1979 году вынужден был приостановить учёбу, из-за призыва в ряды вооруженных сил СССР. Службу проходил в Афганистане. После демобилизации продолжил обучение в медресе «Мир-Араб».
В 1983 году переведён в Ташкентский исламский институт имени Имама аль-Бухари, где обучался до 1987 года.
В 1987—1990 годах работал имамом в родном селе Гунделен.
В 1989 году при организации Духовного управления мусульман Кабардино-Балкарии был избран помощником и заместителем кадия Пшихачева Шафига.
30 августа 1990 года на I съезде мусульман Кабардино-Балкарии и избрании муфтия Духовного управления, Пшихачев снял свою кандидатуру и поддержал выбор Чочаева. В результате, по итогам съезда муфтием ДУМ КБР был избран Чочаев.
2 февраля 1992 года на II съезде мусульман КБР новым председателем ДУМ КБР был избран Пшихачев Шагир, а Чочаев избран заместителем председателя.
В 1998 году назначен директором Исламского института при ДУМ КБР.
В июле 2007 года избран ректором первого высшего теологического учреждения в КБР — Северо-Кавказского исламского университета имени Имама Абу Ханифы.
Умер 5 февраля 2025 года, похоронен в селе Белая Речка.

## Награды
- Орден «За заслуги перед Кабардино-Балкарской Республикой» (5 сентября 2024) — за значительный вклад в духовно-нравственное воспитание подрастающего поколения и активную общественную деятельность[2]
- Медалью «Воин-интернационалист» за участие в Афганской войне
- Медаль «За заслуги перед Родиной и Отечеством» российского союза ветеранов Афганистана
- Медаль «За возрождение ислама» (Египет)
- Медалью «За духовное единение» Совета муфтиев России
- Медаль «За утверждение духовных ценностей» Координационного центра мусульман Северного Кавказа